# Horace Ott
Horace Ott (* 1933 in St. Matthews (South Carolina)) ist ein US-amerikanischer Pianist, Arrangeur, Musikproduzent, Komponist und Orchesterleiter.
Ott besuchte die John Ford High School und die Wilkinson High School in Orangeburg; in dieser Zeit schrieb er ein Arrangement für Duke Ellingtons Satin Doll. Anschließend studierte er an der South Carolina State University, an der er den Bachelor erwarb. Nach seiner Entlassung aus der US-Armee blieb er in New York und arbeitete als Musiker, Komponist und Arrangeur. Obwohl als Urheber seine Frau Gloria Caldwell eingetragen ist, gilt er als Co-Komponist von Nina Simones Erfolgstitel Don’t Let Me Be Misunderstood. Außerdem arbeitete er u. a. mit Sam Cooke, Nat King Cole, dem Count Basie Orchestra/Joe Williams, Dizzy Gillespie, Shirley Bassey, Aretha Franklin, Solomon Burke, Roberta Flack, Johnny Mathis, Roberto Carlos, George Benson, Jerry Butler, Carla Thomas, The Shirelles, Little Anthony and the Imperials, Joey DeFrancesco und The Stylistics. Er arrangierte auch den Hit Y.M.C.A. der Village People. Im Bereich des Jazz war er zwischen 1963 und 1995 an 68 Aufnahmesessions beteiligt, außer den Genannten auch bei Rusty Bryant, Lou Donaldson, Ronnie Foster, Panama Francis, Groove Holmes, Bobbi Humphrey, Etta Jones, Jimmy McGriff, Houston Person, Bernard Purdie, Irene Reid, Gil Scott-Heron, Leon Thomas und Jimmy Witherspoon.